# Ишеним
Ишеним (кирг. Ишеним; букв. «Доверие» или «Вера») — прожапаровская киргизская политическая партия.
На парламентских выборах 2021 года партия получила 12 мест в Жогорку Кенеше и стала второй по величине партией в киргизском парламенте.

## Результаты выборов
| Год  | Количество голосов | %     | Мест занято |
| ---- | ------------------ | ----- | ----------- |
| 2021 | 176 382            | 13,63 | 12/90       |